# Хуан Прим
Хуан Прим и Прац (12. децембар 1814 – 30. децембар 1870) је био шпански генерал и државник.

## Биографија
Учествовао је на страни либерала у Карлистичким ратовима. Као члан прогресивне странке, борио се против самовлашћа Еспартера. Новембра 1842. године учествује у устанку Сарагосе, а маја 1843. године води устанке у Реусу. Од 1860. године учествује у Тетуанском рату против Марока. Две године касније је на челу експедиционих снага против Мексика. Убрзо напушта даљу сарадњу с интервенционистима. Године 1864. је прогнан као завереник против владе, а наредне године је на челу покрета за уједињење Португалије и Шпаније. У револуцији 1868. године постаје министар рата, а следеће године и председник владе. Убијен је као присталица рестаурације монархије 30. децембра 1870. године.